# IPhone OS 2
iPhone OS 2 è la seconda versione del sistema operativo per dispositivi mobili iOS, sviluppato dalla Apple Inc. e successore di iPhone OS 1.1.5. È stato il primo aggiornamento a supportare le applicazioni di terze parti attraverso l'App Store. iPhone OS 2.2.1 è l'ultima versione di iPhone OS 2.
iPhone OS 2 è stato pubblicato l'11 luglio 2008, con il rilascio dell'iPhone 3G. I dispositivi con iPhone OS 1 potevano eseguire l'aggiornamento a iPhone OS 2.0.
L'aggiornamento software a iPhone OS 2 costava $9,95 per gli utenti con un iPod touch ed era gratis per gli utenti con un iPhone.
Questo aggiornamento segna il debutto di App Store, una nuova applicazione che permette la ricerca, acquisto e download wireless di applicazioni di terze parti direttamente sul proprio iPhone o iPod touch.
Durante il programma beta dell'iPhone SDK, un numero limitato di sviluppatori è stato accettato nel nuovo Apple iPhone Developer Program. L'accesso all'iPhone Developer Program costava 99 dollari all'anno e forniva ai membri un SDK iPhone e i relativi tool di sviluppo; inoltre, veniva offerto l'accesso alle pre-release del software, un supporto tecnico specifico, la possibilità di ricevere il codice dell'iPhone per i test di distribuzione e di applicazioni tramite il nuovo App Store. Il programma Enterprise costava 299 dollari all'anno.

## Storia

### Aggiornamenti

#### 2.0.1
iOS 2.0.1 è stato pubblicato il 1º agosto 2008. Questo aggiornamento, oltre a risolvere alcuni bug della versione precedente, rende più veloci la rubrica contatti e la funzione di backup.

#### 2.0.2
iOS 2.0.2 è stato pubblicato il 18 agosto 2008. Questo aggiornamento, oltre a risolvere alcuni bug presenti nelle versioni precedenti, rende più veloce la navigazione internet tramite Safari.

#### 2.1
iOS 2.1 è stato pubblicato il 12 settembre 2008. L'aggiornamento per iPhone 3G aveva le seguenti caratteristiche:
- Miglioramento significativo nella durata della batteria;
- Installazione più rapida di applicazioni di terze parti;
- Velocità di caricamento nella ricerca dei contatti migliorata;
- Miglioramento della potenza del segnale 3G;
- Nuova opzione in grado di inizializzare l'iPhone in caso di oltre 10 tentativi di accesso con password errati;
- Creazione della playlist Genius.

#### 2.2
iOS 2.2 è stato pubblicato il 21 novembre 2008. In questa versione, la schermata Home dell'iPhone contiene le seguenti applicazioni di default: SMS, Calendario, Foto, CameraYouTube, Borsa, Mappe, Meteo, Orologio, Calcolatrice, Note, Impostazioni, iTunes, App Store e Contatti. Quattro altre applicazioni delineano lo scopo principale dell'iPhone: Telefono, Mail, Safari e iPod.

#### 2.2.1
iOS 2.2.1 è stato pubblicato il 27 gennaio 2009. Questo aggiornamento aveva le seguenti caratteristiche:
- Stabilità generale in Safari migliorata;
- Risoluzione del problema che impedisce la corretta visualizzazione in Foto di alcune immagini salvate tramite Mail;
- Risoluzione del problema relativo ai documenti audio Apple Lossless che saltavano durante la riproduzione.

## Funzionalità

### App Store
La novità maggiore di iPhone OS 2 è l'App Store. Prima che questa funzionalità venisse introdotta, l'unico modo per installare applicazioni sul dispositivo era tramite il jailbreak, che non è supportato da Apple. Al lancio dell'App Store, vi erano 500 applicazioni disponibili per il download. Questo numero è cresciuto, fino ad arrivare, nel 2016, a oltre 2 milioni.

### Mail
L'applicazione Mail è stata completamente ridisegnata. Ora supporta gli allegati di Microsoft Office e di iWork. Include anche il supporto alla Copia Carbone Nascosta, alla cancellazione di multiple email e la possibilità di selezionare un'email di uscita.

### Contatti
L'applicazione Contatti ha ora una icona, disponibile solo nell'iPod touch. È stata anche introdotta la possibilità di importare i contatti da un SIM.

### Mappe
L'applicazione Mappe è stata migliorata con l'aggiornamento a iPhone OS 2.2. Tra tutte le nuove funzionalità introdotte è stato aggiunto Google Street View, le indicazioni stradali mentre si cammina e la possibilità di mostrare l'indirizzo nel punto in cui si posiziona la puntina.

### Calcolatrice
Quando il dispositivo è posizionato in orizzontale, l'applicazione Calcolatrice mostra una calcolatrice scientifica. È stata anche aggiornata l'icona dell'applicazione.

### Impostazioni
Nelle Impostazioni si ha ora la possibilità di riattivare il Wi-Fi quando la modalità Aereo è attiva, oltre alla possibilità di attivare o disattivare i servizi di localizzazione all'interno dell'applicazione.

## Dispositivi supportati

### iPhone
- iPhone EDGE/2G
- iPhone 3G

### iPod touch
- iPod touch
- iPod touch (seconda generazione)